# Eremurus bactrianus
Eremurus bactrianus är en grästrädsväxtart som beskrevs av Per Erland Berg Wendelbo. Eremurus bactrianus ingår i släktet Eremurus och familjen grästrädsväxter. Inga underarter finns listade i Catalogue of Life.